# Polska Partia Ludowa

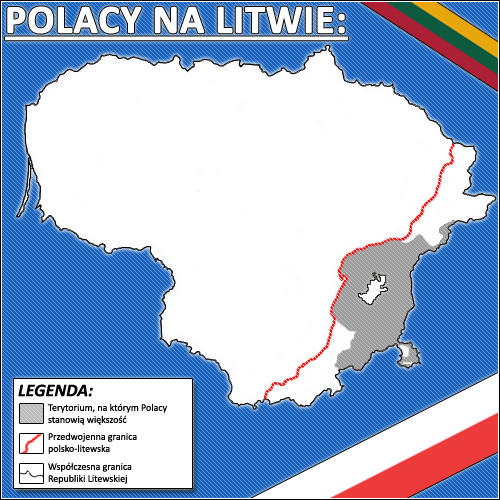
Poláci v Litvě: šedá barva označuje oblasti s většinou polského obyvatelstva, červená čára označuje předválečnou hranici litevsko-polskou

Polska Partia Ludowa (litevsky Lietuvos Lenkų Liaudies Partija, v překladu do češtiny Polská lidová strana) je politická strana v Litvě, která má zastupovat zájmy tamní polské menšiny. Byla založena v roce 2002 a její předsedkyní je Antonina Połtawiec. Strana je členem Evropské svobodné aliance.